# 昔木水库
昔木水库，又称昔木河水库，位于中华人民共和国云南省普洱市景谷傣族彝族自治县永平镇境内，是勐戛河支流昔木河上的一座中型水库。水库工程于1956年2月开工建设，因工程质量及白蚁危害，先后多次对大坝进行除险加固，2004年6月竣工验收。水库总库容2600万立方米，正常蓄水位1301.54米。水库大坝为土石坝，最大坝高31.2米，坝顶长212米。水库主要用于农业灌溉及提供永平糖厂工业用水，设计灌溉面积2500公顷。